# Newark (Illinois)
Pour les articles homonymes, voir Newark.
Newark est un village du comté de Kendall dans l'Illinois, aux États-Unis,. Fondé en 1835, sous le nom de Georgetown, il est rebaptisé sous son nom actuel en 1843 et est incorporé le 1er mai 1875.

## Démographie
Lors du recensement de 2010, le village comptait une population de 992 habitants. Elle est estimée, en 2016, à 1 026 habitants.

## Source de la traduction
- (en) Cet article est partiellement ou en totalité issu de l’article de Wikipédia en anglais intitulé « Newark, Illinois » (voir la liste des auteurs).